# Harvey Pirie
James Hunter Harvey Pirie FRSE FRCPE (10 de diciembre de 1878 – 27 de septiembre de 1965) fue un médico escocés, filatelista, cultivador de orquídeas y bacteriólogo. Pirie nominó al género de bacteria Listeria en honor de Joseph Lister; y, a él lo honraron con su epónimo a la península Pirie; y, a su esposa, el cabo Mabel. Como autor se le conoce como J. H. H. Pirie.

## Biografía

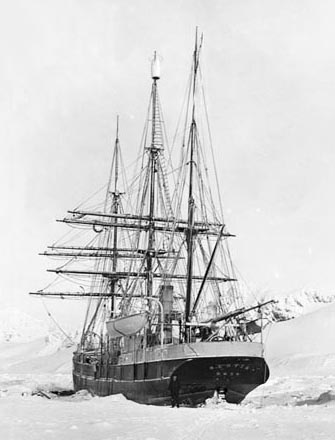
Vista de babor y posterior del velero Scotia (de tres mástiles con todas las velas enrolladas en un mar cubierto de hielo) anclado en la isla Laurie, 1903.

Era aborigen de Glasgow, hijo del Dr. John Pirie de 26 Elmbank Crescent.
Pirie obtuvo su primer título médico en la Universidad de Glasgow graduándose en MB ChB en 1902.
Desde 1902 hasta 1904 participó en la Expedición Antártica Nacional Escocesa en el ex barco ballenero "Scotia", bajo William Speirs Bruce, actuando Pirie tanto como cirujano y geólogo. Así, gastó la mayoría de su tiempo, en 1903, en una base improvisada en las islas Orcadas del Sur. Continuó sus estudios de posgrado en la Universidad de Edimburgo, obteniendo su doctorado (MD) en 1907, tras la defensa de su tesis: "Sobre las células poligonales más pequeñas de la materia gris de la médula espinal".
Más tarde trabajó en una práctica médica privada en Escocia. En 1913, se unió a la Colonial Medical Service en Kenia como bacteriólogo; y, de 1926 a 1941, se convirtió en subdirector del Instituto Sudafricano de Investigación Médica, de Johannesburgo.

## Filatelia
Pirie fue un notable filatelista con una especialidad en la filatelia de las regiones polares. Fue editor de la South African Philatelist por treinta y seis años, y escribió importantes obras sobre los sellos de Suazilandia y la New Republic. En 1948, firmó el Rollo de distinguidos filatelistas y, ese mismo año, el Rollo de distinguidos filatelistas sudafricanos.

## Obra

### Algunas publicaciones
- The Voyage of the Scotia, being a record of a voyage of exploration in the Antarctic Seas by Robert Mossman, James Hunter Harvey Pirie, Robert Neal Rudmose-Brown, C. Hurst Londres (1906)

- Medical Jurisprudence (1911)

## Honores

### Membresías
- 1908: electo miembro de la Sociedad Real de Edimburgo. Su proponente Daniel John Cunningham, Alexander Bruce, Henry Harvey Littlejohn y David Waterston.[4]

## Abreviatura (zoología)
La abreviatura Pirie  se emplea para indicar a Harvey Pirie como autoridad en la descripción y taxonomía en zoología.